# 에밀리 바클리
에밀리 바클리(Emily Barclay, 1984년 10월 24일 ~ )는 뉴질랜드의 배우이다.

## 출연 작품
- 파도가 지나간 자리